# Johanneum (Dorf Tirol)

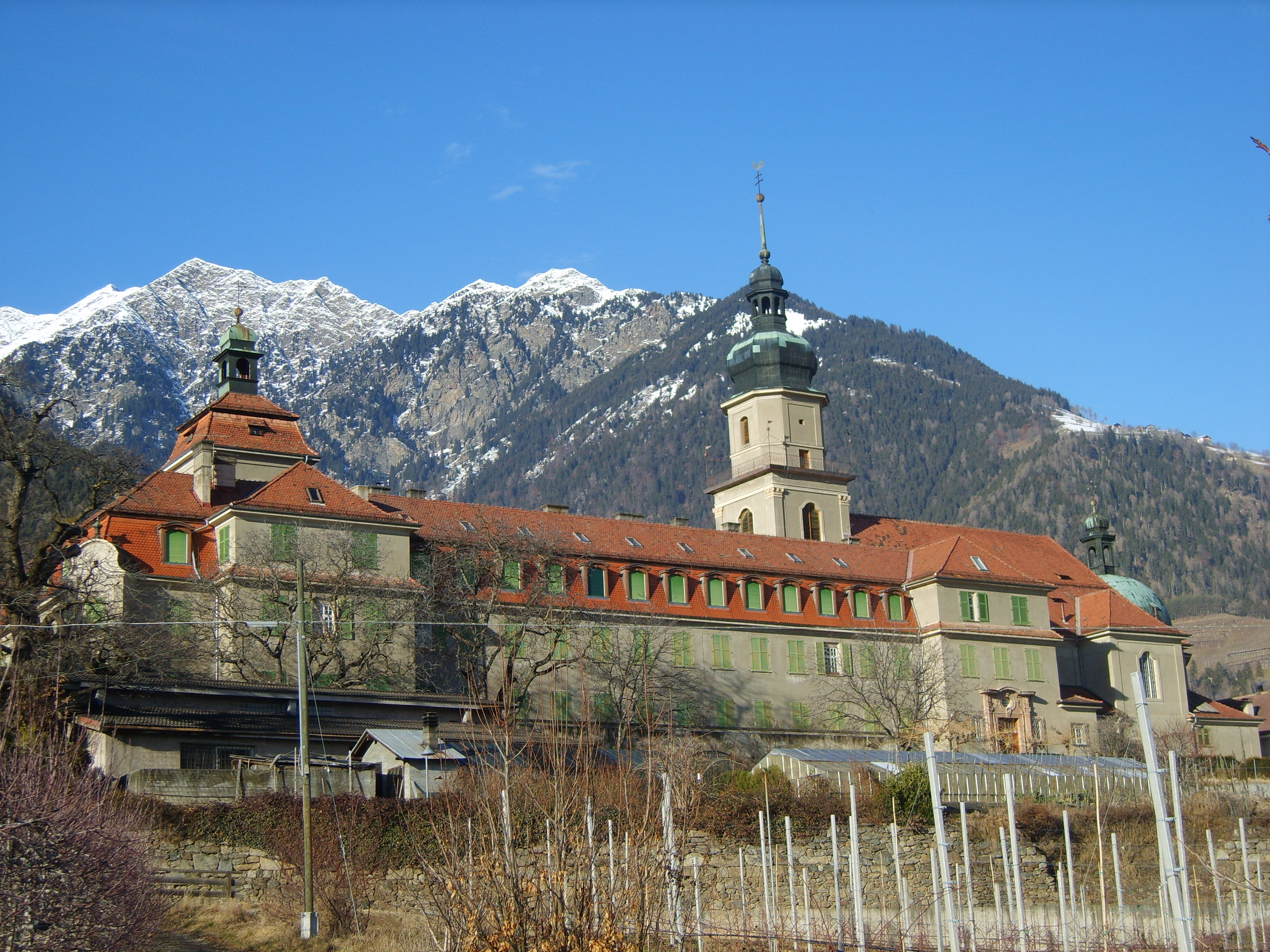
Johanneum Dorf Tirol – Südansicht, 2007

Das Johanneum war ein bischöfliches Studentenkonvikt in Bozen, Meran und Dorf Tirol, das von 1840 bis 2001 bestand und seit 1856 nach seinem Gründer Johann Nepomuk von Tschiderer Johanneum hieß.
Besorgt um den schwachen Priesternachwuchs in den deutschsprachigen Teilen der Diözese Trient gründete von Tschiderer als Fürstbischof von Trient in Bozen das spätere Johanneum als bischöfliches Studentenkonvikt mit dem Ziel der Förderung von geistlichen Berufen. Bis zu ihrer Auflösung am 30. Juni 2001 bestand die Einrichtung 161 Jahre lang.

## Geschichte
Die Geschichte des Johanneums lässt sich in drei Perioden gliedern:

### Konvikte in Bozen und Meran 1840–1928
Die Aufhebung der Priesterseminare von Trient und der Philosophisch-Theologischen Hochschule Brixen, die Wirren der Französischen Revolution und der bayerischen Herrschaft in Tirol führten zu einem starken Rückgang der Anzahl der Neupriester, besonders im deutschen Anteil der Diözese Trient. Dies veranlasste den Erzbischof von Trient, Johannes Nepomuk von Tschiderer, besonders aus ärmlichen Verhältnissen stammende und fürs Priesteramt geeignete Schüler in einem Konvikt (Internat) in Bozen zu sammeln.
Im Jahre 1840 zogen die ersten 12 Zöglinge ein und besuchten von dort aus das Franziskanergymnasium. Die Schüleranzahl stieg von Jahr zu Jahr. 1855 wurde in der Nähe der Deutschordenskirche ein Neubau erstellt, der 1856 auf den Namen „Collegium Johanneum“ eingeweiht wurde. Zu Beginn der 1870er Jahre geriet die Anstalt in eine Krise, da die Regierung in Wien den Franziskanern das Gymnasium abnahm und sie nun nur noch ein vierjähriges Untergymnasium führen konnten.
Die Stadt Meran setzte jedoch durch, dass in Meran den Benediktinern das volle Gymnasium erhalten blieb. Daher gründet der damalige Weihbischof von Trient und spätere Erzbischof und Kardinal von Salzburg, Johannes Haller, in Meran einen zweiten Konvikt des fürstbischöflichen Johanneums. Die Obergymnasiasten des Bozener Johanneums zogen ab 1878 in das Johanneum von Meran und besuchten das dortige Gymnasium der Benediktiner. Das Johanneum mit seinen beiden Konvikten in Bozen und Meran erlebte eine erste Blütezeit bis zum Beginn des Ersten Weltkriegs, der schwere Zeiten der Entbehrung mit sich brachte. Noch schlimmere Zeiten zogen unter der faschistischen Herrschaft Benito Mussolinis auf, in der das Verbot der deutschen Schulen im Jahr 1928 das Aus für beide Konvikte brachte.

### Konvikt und Schule in Dorf Tirol 1928–1997
Fürstbischof Celestino Endrici von Trient, dessen Anliegen es war, Priester auszubilden, die der Sprache der Gläubigen mächtig waren, beschloss trotz des faschistischen Verbots im deutschen Anteil der Diözese Trient eine deutschsprachige Schule zu errichten als rein kirchliche Privatschule mit Konvikt (Internat). Ermöglicht wurde dies aufgrund der Lateranverträge. Es sollte als sog. „kleines“ bischöfliches Seminar Kinder und Jugendliche auf den Weg des Diözesanpriesters vorbereiten. Dazu wurde das St.-Fidelis-Haus des seraphischen Liebeswerks in Dorf Tirol bei Meran, das ebenfalls aufgrund des faschistischen Drucks vor der Auflösung stand, im Jahr 1928 in Pacht übernommen und dort mit der Ausbildungstätigkeit begonnen.
Das seraphische Liebeswerk, das Kinderhilfswerk der Kapuziner, wurde vom bayerischen Kapuziner Pater Cyprian Fröhlich (1853–1931) zur Unterstützung hilfsbedürftiger und verwaister Kinder gegründet. Die Kapuziner erwarben 1908 den „Lindenhof“ in Dorf Tirol und erbauten innerhalb von drei Jahren das „St. Fidelishaus“ als erstes Kinderheim des seraphischen Liebeswerks im noch ungeteilten Tirol. Es wurde von den Baumeistern Musch & Lun im Stil des späten Historismus errichtet.
Aus dem St.-Fidelis-Haus wurde das Johanneum Dorf Tirol. 1943–1945 musste der Unterricht unterbrochen werden, da das Gebäude als Notreservespital diente. 1949 ging das Gebäude im Tauschwege voll in den Besitz der Erzdiözese Trient über. Im Zuge der Neuregelung der Diözesen Brixen und Trient im Jahre 1964 kam das Johanneum zur Diözese Bozen-Brixen, die nun zwei ähnliche Einrichtungen zu verwalten hatte: das Johanneum in Dorf Tirol und das Vinzentinum in Brixen.

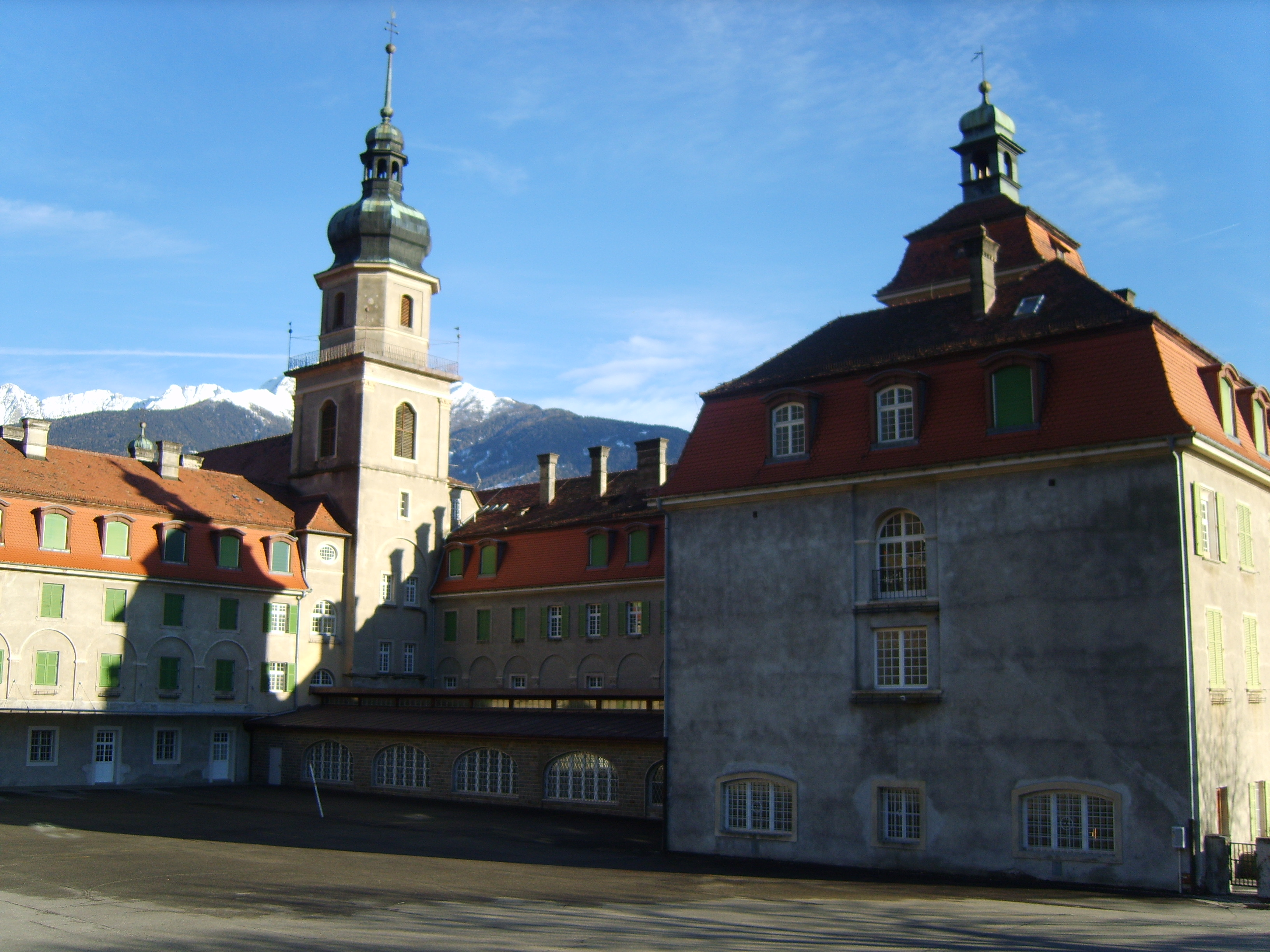
Johanneum Dorf Tirol – Westansicht mit Pausenhof

Geführt wurde das Seminar im Sinne der tridentinischen Seminare mit dem vorrangigen Ziel der Theologieausbildung in Abgeschiedenheit in enger Verbindung der wissenschaftlichen Ausbildung mit der pastoral-praktischen einerseits und der asketischen andererseits. Bezeichnend der Leitspruch: “Serva ordinem et ordo servabit te” (deutsch: „Diene der Ordnung und die Ordnung wird dir dienen“). Heim- und Schulleitung unterstanden einem einzigen Direktor. Diese über Jahrzehnte gepflegte Heimordnung erfuhr eine wichtige Wende Anfang der 1960er Jahre durch die Auswirkungen des zweiten Vatikanums und der Teilung von Schul- und Heimleitung, aber auch durch die Umbrüche in der Gesellschaft sowie das Aufkommen der neuen Medien, z. B. des Fernsehens, die zu einer Überprüfung der Heimordnung führten, die 1979 in den neuen Erziehungsrichtlinien für die Knabenseminare Johanneum und Vinzentinum mündete. Zugleich erfuhr auch die Schule eine wesentliche Veränderung durch die schrittweise Anpassung an die staatlichen Richtlinien, die mit der vollen staatlichen Anerkennung im Jahre 1968 abgeschlossen wurde. Die Veränderungen schlugen sich auch in den verschiedenen Um- und Zubauten nieder: es entstanden ein Professorentrakt, eine Turnhalle, ein Sportplatz mit Fußballfeld, ein neuer Speisesaal, die Kirche wurde neu gestaltet (Altar, Ambo und Tabernakel vom Künstler Martin Rainer aus dem Schnalstal; die Orgel von Johann Pirchner aus Steinach/Tirol), der Theatersaal modernisiert und restauriert. Die Einteilung der Räume und Zimmer erfuhr immer wieder Änderungen und Anpassungen. Auch der zunehmenden Mobilität wurde durch den Bau von Garagen Rechnung getragen.
Die höchste Schüleranzahl erreichte das Johanneum im Schuljahr 1968/69, als 206 Schüler das Heim und die Schule besuchten.

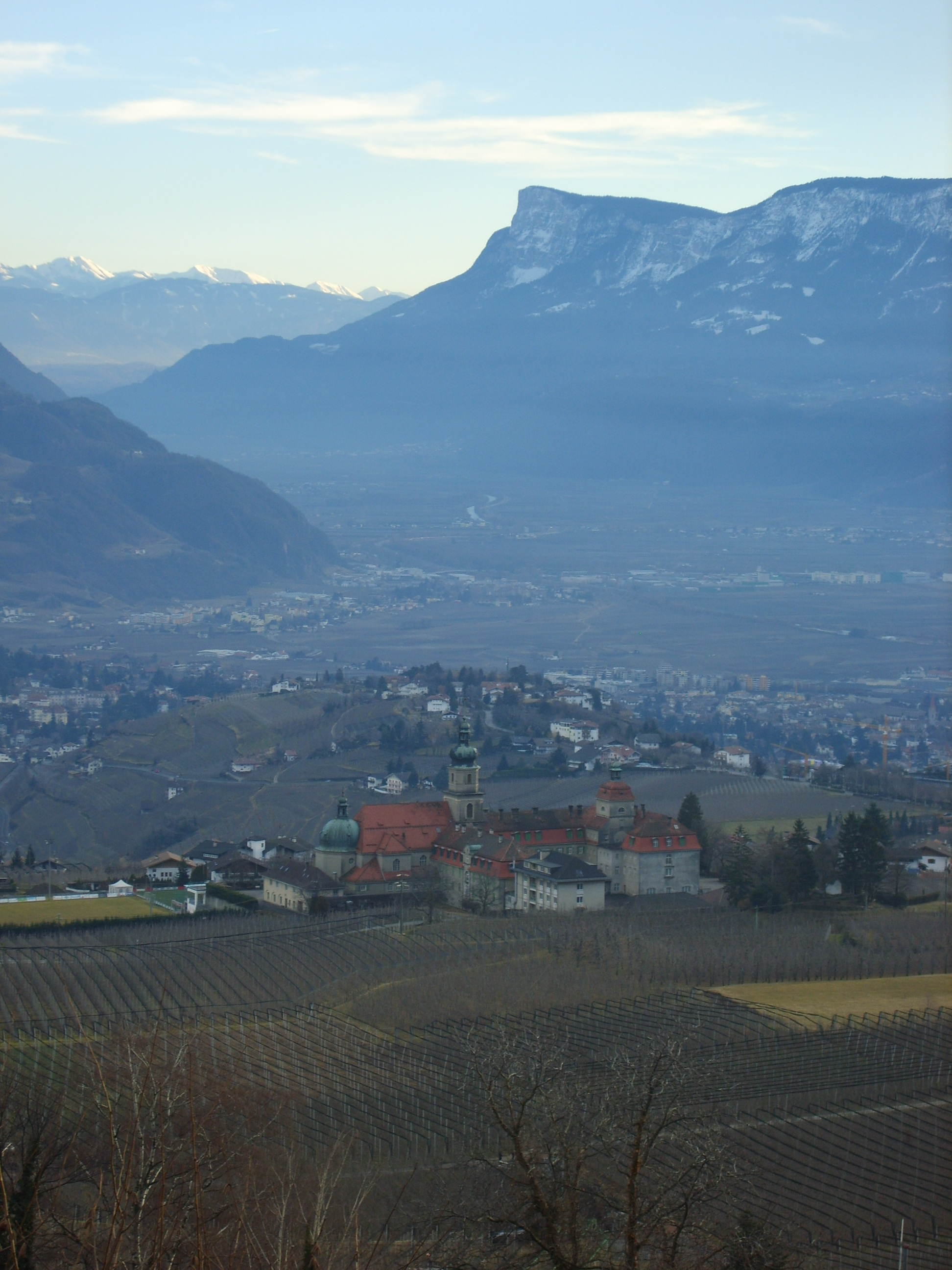
Johanneum Dorf Tirol – Nordansicht mit Blick auf das Etschtal

Neben den schulischen und religiösen Aktivitäten entwickelten sich im Johanneum auch außerschulische Tätigkeitsfelder wie Literatur, Theater, Musik und Sport. Unterricht wurde erteilt in Klavier- und Orgelspiel, in jedem Klassenzimmer stand ein Klavier, in der Kirche eine Orgel. Es wurden literarische Wettbewerbe durchgeführt, man versuchte sich in der Herausgabe einer Schulzeitung. Theatervorführungen wurden von den Ministranten des gesamten Landes besucht. Musikalische Darbietungen gaben der Knabenchor, die hauseigene Musikkapelle, aber auch die kleine Hausband mit elektrischer Gitarre, Schlagzeug, Harmonium und Gesang, die hauptsächlich bei Eucharistiefeiern im Heim, aber auch in den Kirchen der umliegenden Gemeinden auftrat („Jazz-Messen“). Die sportliche Betätigung erreichte ihren Höhepunkt bei den jährlichen Wettkämpfen: Leichtathletik-, Volley-, Basket- und Fußballmeisterschaften wurden im Heim organisiert.
Das Personal des Johanneums Dorf Tirol bestand hauptsächlich aus den Ehrwürdigen Schwestern der Kongregation der Barmherzigen Schwestern (vom Heiligen Kreuz, Mutterhaus Ingenbohl/Schweiz, 1928–31, und vom Heiligen Vinzenz von Paul, Mutterhaus Zams/Tirol, ab 1931).
Am 7. März 1997 beschloss die Diözesanleitung, die kirchliche staatlich anerkannte Privatschule (Mittel- und Oberschule) mit dem Schuljahr 1996/97 zu schließen aufgrund der schrumpfenden Schülerzahl, die auf die verkehrsmäßig ungünstige Lage für Fahrschüler sowie auf den gesellschaftlichen Trend, Kinder nicht mehr einem Heim anzuvertrauen, zurückzuführen war, aber auch aufgrund finanzieller Probleme als Folge der rückgängigen Schülerzahlen.

### Konvikt in Dorf Tirol 1997–2001

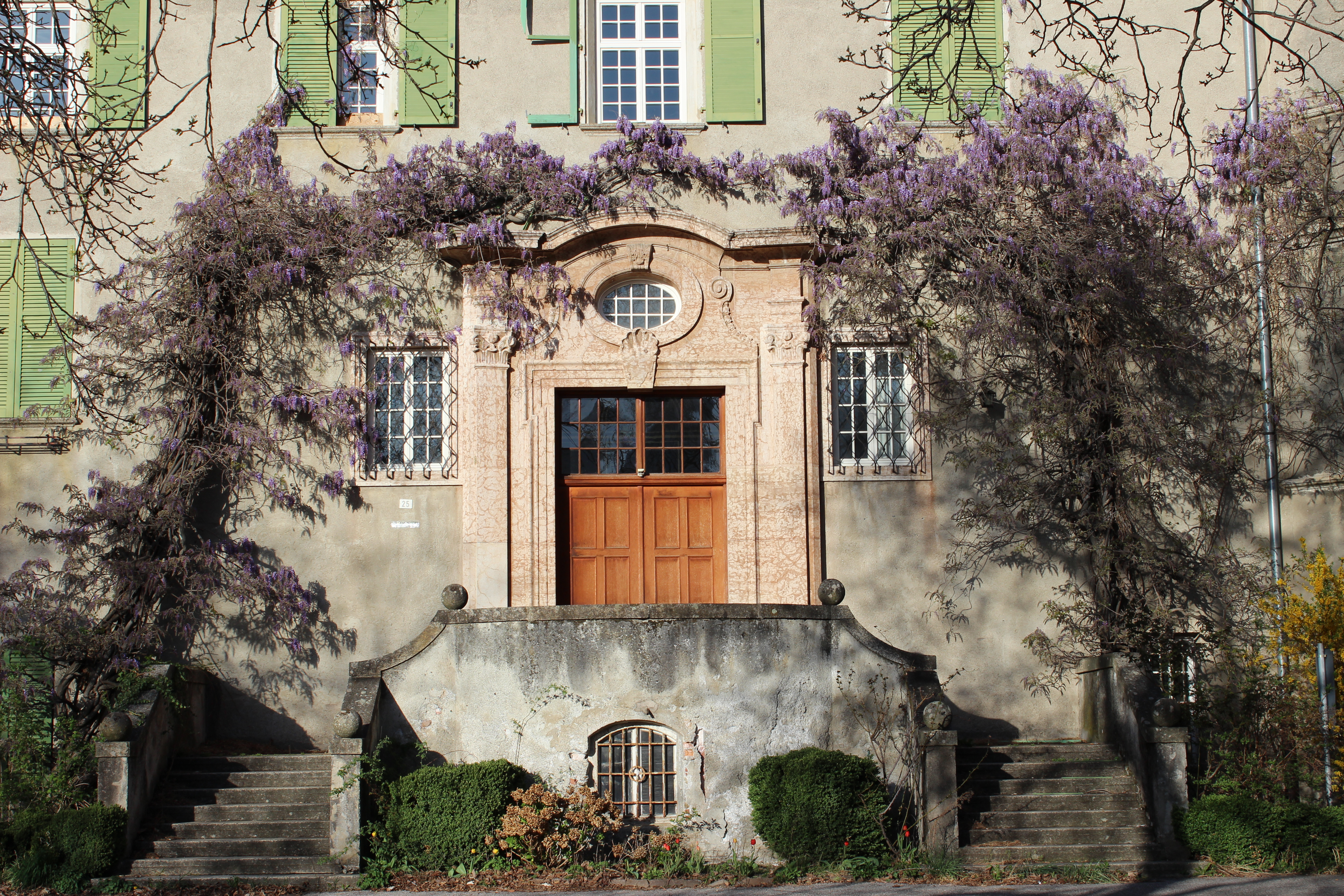
Ansicht des Haupteingangs 2012

Nach der Schließung der Schulen blieb das Johanneum noch als bischöfliches Knabenseminar bestehen, die Mittelschüler besuchten die staatliche Schule im Hause (Mittelschule Dorf Tirol), die Oberschüler verschiedene Schulen in Meran. Doch die Jahr für Jahr rückgängige Zahl der Schüler veranlasste die Diözesanleitung, das Johanneum Dorf Tirol mit dem 30. Juni 2001 auch als Heim zu schließen.
Den Niedergang und die schlussendliche Schließung der Schule und des Heims konnte auch die im Jahre 1978 gegründete „Vereinigung der Johanniter“ von ehemaligen Schülern mit dem Ziel des Erhalts der Schule und des Heims trotz erheblicher Anstrengungen und unter Auslotung aller gesetzlichen Möglichkeiten zur finanziellen Unterstützung nicht aufhalten.

### Seit 2011
Nachdem die Gebäude über einen Zeitraum von 10 Jahren ungenutzt und ohne jegliche Instandhaltung dastanden, wurde im Jahr 2011 mit den Bauarbeiten zur Umgestaltung der bestehenden Gebäude zu einem Wohnheim für Senioren unter privater Trägerschaft begonnen, an die die Liegenschaft im Jahr 2009 verkauft worden war. Die Bauarbeiten wurden jedoch nach einiger Zeit eingestellt. Seit Jahren ist das denkmalgeschützte Gebäude dem Verfall preisgegeben, das sogenannte „Professorenhaus“ wurde entkernt und ist Ruine. Die Gemeinde, wie Bürgermeister Erich Ratschiller in einer Nachrichtensendung des SDF (Südtiroler Digital Fernsehen) berichtet, hat keine Möglichkeit, auf das stillstehende Projekt (Stand 2018/19) einzuwirken.

### Bibliothek
Zwischen 1962 und 2000 befand sich am Johanneum die bedeutsame Parschalk-Bibliothek, eine vom Rittner Priester Johann Parschalk im frühen 19. Jahrhundert angelegte Büchersammlung, die seither am Vinzentinum in Brixen verwahrt wird.